# Université pontificale catholique du Chili
L’université pontificale catholique du Chili (en espagnol : Pontificia Universidad Católica de Chile), couramment appelée « la Católica » (littéralement « la Catholique »), « la UC » ou « la PUC », est une université chilienne. C'est l'une des trois universités pontificales, et l'une des six universités catholiques du Chili. Son bureau central et le campus principal sont situés sur l’Avenida del Libertador Bernardo O'Higgins à Santiago du Chili.

## Historique
Fondée le 21 juin 1888 par décret de l’archevêque de Santiago du Chili, l’université a quatre grands campus dans la région métropolitaine de Santiago du Chili, 18 facultés et environ 22 000 étudiants. 
Elle est la deuxième université latino-américaine. 
Le 11 février 1930, le pape Pie XI la déclare université pontificale et en 1931 elle devient autonome du gouvernement chilien. 
Elle possède la chaîne privée de télévision Canal 13.

## Infrastructures
L'université comprend quatre campus à Santiago du Chili, ce sont Casa Central, San Joaquín, le Campus Oriente et Lo Contador, qui couvrent une superficie de 257 436 m² construits sur 614 569,92 m² de terrain. 
Pour les laboratoires de recherche et les services, l'université maintient 13 700 m² construits. Les espaces destinés au sport et à la récréation font 4738 m² plus 194 491 m² de tribunes et de circuits sportifs.
En outre, l'université compte un campus régional dans la région de l'Araucanie: le campus de Villarrica, qui couvre 1664 m² construits sur 2362,5 m² de terrain.
L'université possède quatre stations expérimentales et de doctorat: de biologie marine, à Las Cruces; d'investigation écologique méditerranéenne à San Carlos de Apoquindo; d'agronomie à Pirque; et l'observatoire astronomique UC de Santa Martina, à Lo Barnechea.
Le système bibliothécaire de l'université est l'un des meilleurs du pays. Le système de bibliothèques UC, SIBUC, comprend neuf bibliothèques qui occupent une superficie de 21 741 m², pour un total de 396 981 titres et 1 669 436 volumes dont livres et thèses.
De plus, l'université compte des filiales à Santiago et Rancagua.

## Personnalités liées à l'université

### Étudiants
- Marina Arrate
- Daniela Catrileo
- César Hidalgo
- Gloria Hutt
- Paula Jofré
- Susana Jiménez Schuster
- Sara Larraín
- Paula Luchsinger
- Jaime Parada
- Sebastián Piñera
- Carla Rippey
- Paola Tapia
- María José Zaldívar

## Recherche
En 2015, l'université renforce sa coopération avec l’université et l’INRA de Bordeaux.